# Demi-monde

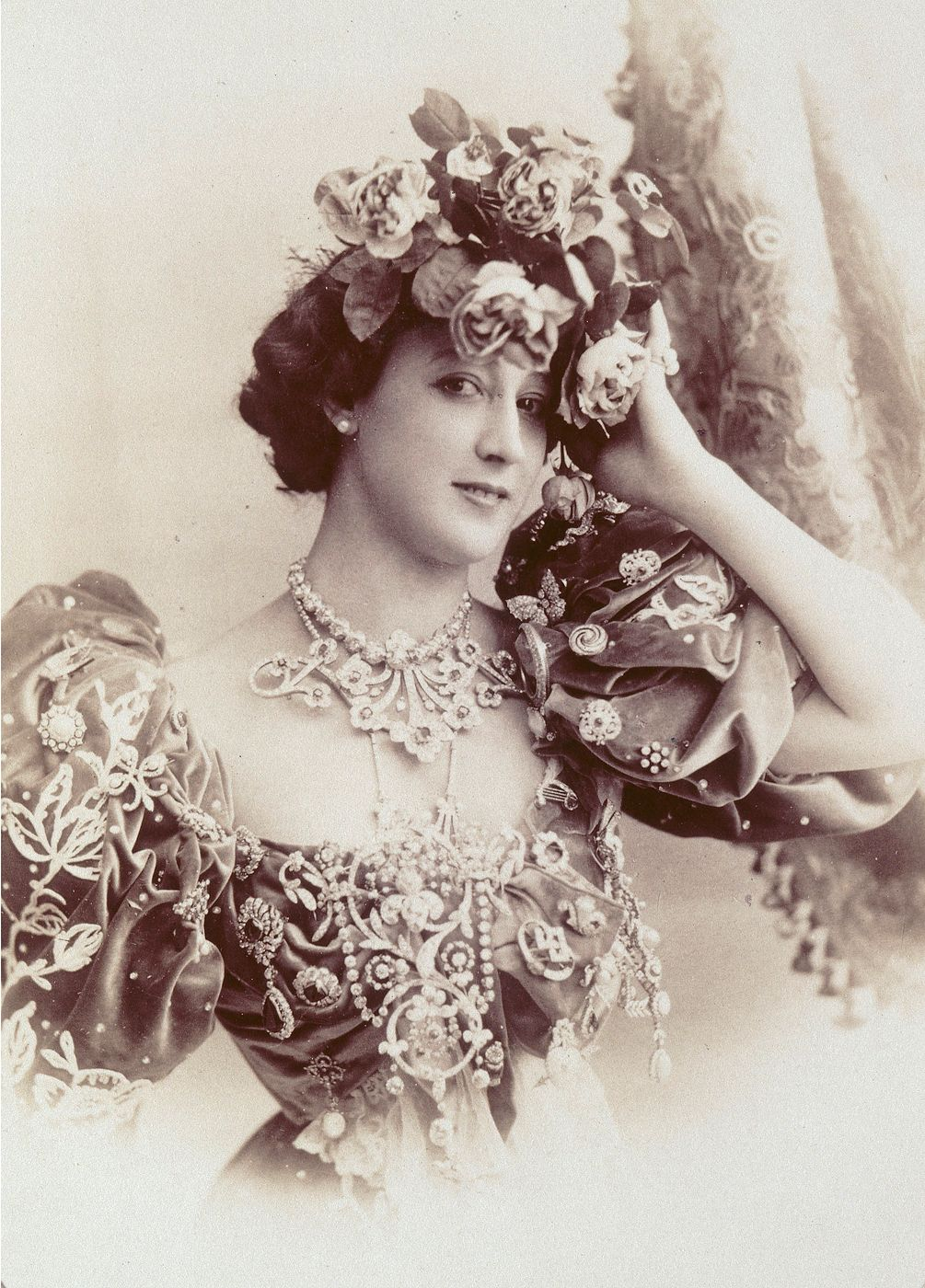
La Belle Otero, een bekend demi-mondaine, rond 1890

Demi-monde is een Franse term waarmee een klasse van hedonistische vrouwen aan de rand van de hogere kringen werd aangeduid. De term was eind negentiende eeuw in Europa gangbaar en werd tot kort voor de Eerste Wereldoorlog gebruikt. Met de term demi-monde werd de groep vrouwen als geheel aangeduid, individueel werden ze demi-mondaine genoemd. De Franse term betekent letterlijk "halfwereld" en is ontleend aan de komedie Le Demi-Monde (1855) van Alexandre Dumas fils.

## Gebruik van de term
De term werd aanvankelijk eufemistisch, en niet per se negatief, gebruikt voor de klasse van de adellijke maîtresses. Later kreeg het woord een neerbuigende lading, omdat de vrouwen zich weinig gelegen lieten liggen aan de burgerlijke moraal en gedrag vertoonden dat - voor vrouwen - doorgaans werd afgekeurd. Tot die gedragingen behoorden onder meer alcohol- en drugsgebruik, gokken, excessief consumeren van modeartikelen en seksuele promiscuïteit. De vrouwen financierden een en ander door er vermogende minnaars op na te houden, vaak meerdere tegelijk.

## Kenmerken
Naar buiten toe kenmerkte de demi-monde zich door een extravagante levensstijl, of opzichtige consumptie, van bijvoorbeeld dure kleren en exquise diners. Dit werd gecombineerd met goede manieren en het verkeren in de betere kringen. Achter die façade ging echter een wereld schuil van koele zakelijkheid, geslepen sociale vaardigheden en hedonisme. Vrouwen van de demi-monde waren afkomstig uit bijvoorbeeld de prostitutie of de theaters, maar ook wel uit aan lager wal geraakte adel. Sommigen wisten een aanzienlijk fortuin te vergaren, waarmee ze soms ook spaarden voor slechtere tijden. De meesten echter eindigden in armoede nadat de veroudering hun schoonheid had aangetast, tenzij ze op tijd met een vermogende man waren getrouwd.

## Courtisane en bohemien
Op grond van de financiering vertoonde de demi-monde overeenkomsten met de courtisanes en veel vrouwen die tot de demi-monde gerekend werden, waren ook daadwerkelijk als courtisane werkzaam. De term courtisane is echter een beroepsaanduiding, in de zin dat prostituee tegenwoordig een beroep is, terwijl de demi-monde meer een levensstijl was. Ook waren de verbintenissen met courtisanes meer van een korte duur, enkele uren bijvoorbeeld, terwijl die met demi-mondaines zich over weken of maanden konden uitstrekken. De levensstijl werd niet ingegeven door een principiële afwijzing van de burgerlijke moraal, die typerend was voor bohemiens in kunstenaarskringen.

## Bekende demi-mondaines
- La Païva (1819-1884)
- Constance Queniaux (1832-1908)
- Cora Pearl (1835-1886)
- Virginia Oldoini (1837-1899)
- Blanche d'Antigny (1840-1874)
- Valtesse de La Bigne (1848-1910)
- Méry Laurent (1849-1900)
- Berthe de Courrière (1852-1916)
- La Belle Otero (1868-1965)
- Liane de Pougy (1869-1950)
- Marguerite Steinheil (1869-1954)
- Mata Hari (1876-1917)